# Nazilli
Nazilli ist eine Stadt im gleichnamigen Ilçe (Landkreis) der türkischen Provinz Aydın und gleichzeitig ein Stadtbezirk der 2012 geschaffenen Büyükşehir belediyesi Aydın (Großstadtgemeinde/Metropolprovinz). Sie liegt am Nordufer des Großen Mäander, etwa 45 Kilometer östlich der Provinzhauptstadt an der Fernstraße D 320, die Aydın mit Denizli verbindet.
Laut Stadtlogo erhielt Nazilli bereits 1881 den Status einer Belediye (Gemeinde).
Seit einer Gebietsreform 2014 ist der Ilçe flächen- und einwohnermäßig identisch mit der Kreisstadt, alle 62 ehemaligen Dörfer und zwei Gemeinden (Stand Ende 2012: İsabeyli und Pirlibey) des Kreises wurden Mahalle (Stadtviertel) der Stadt.

## Persönlichkeiten
- Rıdvan Dilmen (* 1962), Fußballspieler, -trainer und -experte
- Tolga Özkalfa (* 1977), Fußballschiedsrichter
- Serkan Balcı (* 1983), Fußballspieler
- Muhammed Himmet Ertürk (* 1994), Fußballspieler
- Alperen Acet (* 1998), Leichtathlet